# Najib Al-Haddad
Najib Al-Haddad (2 marzo 1990) è un calciatore yemenita, difensore dell'Al-Saqr e della Nazionale yemenita.

## Carriera

### Club
Gioca dal 2009 al 2013 al Al-Sha'ab Ibb. Nel 2013 si trasferisce al Al-Saqr.

### Nazionale
Esordisce in nazionale, il 9 dicembre 2012, in Bahrain-Yemen.